# Nelegalno usvajanje dece
Nelegalno usvajanje dece je svako usvajanje dece koje se sprovodi van zakonski propisane procedure legalnog usvajanja kojom se stite najbolji interesi i bezbednost deteta, a koje sprovodi centar za socijalni rad. Usled izostanka stručnog postupka i drugih zakonskih propisa ilegalno usvojenje se karakterise kao zloupotreba deteta.
Nelegalni usvojitelji mogu imati potrebu da zasnuju celovitu porodicu i ostvare se u roditeljskoj ulozi. U ovakvim slučajevima, između nelegalnih usvojitelja i deteta se zaista uspostavlja roditeljski odnos, ali izostaje prethodni postupak koji garantuje zaštitu prava deteta. Stoga se ovaj način uspostavljanja nelegalnog usvojenja određuje kao krivično delo trgovine ljudima vođeno nekomercijalnim razlozima.
Kod ovakvog nelegalnog usvojenja roditeljska briga o detetu se ni po čemu ne razlikuje od uobičajene roditeljske brige, te je veoma teško u školi ili u okruženju posumnjati da je u pitanju nelegalno usvojeno dete. U školi se može posumnjati da se radi o nelegalnom usvojenju ako se uoči da postoje nejasnoće u vezi sa tim kako je dete došlo u porodicu, kada se prikriva dokumentacija deteta ili se na druge načine odaje utisak da porodica čuva neku tajnu koja prožima ponašanje svih članova porodice.
U nekim slucajevima, nelegalno usvojenje, osim zloupotrebe deteta dovodi i do njegove dalje eksploatacije. U takvim slucajevima je primarni motiv nelegalnog usvojenja deteta sticanje protivpravne imovinske koristi. Briga o detetu ne odgovara njegovim potrebama, a dete moze biti zanemarivano, zlostavljano ili eksploatisano u smislu trgovine ljudima na razlicite nacine: u vidu seksualne i radne eksploatacije, prosjačenja, prinudne udaje ili na druge nacine.

## Usvajanje dece
Usvojenje je institut porodičnog prava koji omogućava trajno zbrinjavanje deteta koje je ostalo bez roditeljskog i porodičnog staranja u porodičnom okruženju nove porodice. Kod usvojenja, između deteta i usvojioca se uspostavlja odnos deteta i roditelja koji je neraskidiv. Nadležnost za realizaciju usvojenja ima centar za socijalni rad kao organ starateljstva. Osnov zasnivanja usvojenja je stručna procena organa starateljstva da se radi o detetu za koje je usvojenje odgovarajući oblik zaštite njegovih najboljih interesa, te da usvojitelji koji žele da usvoje dete imaju određenu opštu podobnost za zasnivanje usvojenja maloletnog deteta. Tek nakon toga se ulazi u postupak pronalaženja odgovarajuće porodice za svako konkretno dete, čime se štite prava i interesi deteta.
Dešava se da se dete smatra usvojenim i kada je na neki drugi način došlo u novu porodicu, a da pre toga nije poštovana procedura usvojenja koja garantuje detetu zaštitu njegovih prava. Dete može biti preuzeto u drugu porodicu na osnovu dogovora majke deteta i druge porodice. Takodje, majka može biti placena za rađanje deteta kako bi ga predala drugim roditeljima, ali dete moze biti i oteto radi usvojenja, itd.

## Ključna prava deteta prema konvenciji o pravima deteta
Istovremeno se tumače i kao osnovni principi u zaštiti deteta: Pravo na zaštitu najboljeg interesa deteta, pravo na nediskriminaciju, pravo na život, opstanak i razvoj, pravo na participaciju. Konvencija o pravima deteta propisuje niz drugih osnovnih dečjih prava, koja uključuju, između ostalog, zaštitu deteta od svih vidova nasilja, eksploatacije i zanemarivanja, kao i pravo na fizički i intelektualni razvoj deteta. Konvencija podvlači važnost porodice u pružanju brige detetu, te je jedno od osnovnih prava i principa zaštite deteta pravo na život u porodici. Komitet za prava deteta UN je izdao niz komentara koji su ključni za zaštitu deteta i koji pomažu državama članicama da definišu svoje politike i procedure u zaštiti deteta. 

### Osnovni principi
Osnovni principi zastite deteta su:
- Najbolji interes deteta,
- Nečinjenje štete,
- Poverljivost, privatnost, participacija i sigurnost deteta,
- Humanost i dobrovoljnost,
- Nediskriminacija/pravednost,
- Poštovanje ličnosti deteta.

### Indikatori za preliminarnu identifikaciju u školi
Indikatori su obuhvaćeni u okvirima sledećih oblasti:
- Ponašanje učenika u školi
- Ponašanje roditelja u školi
- Zdravstveno stanje učenika
- Izgled učenika
- Opšte ponašanje učenika
- Komunikacija i sadržaj komunikacije
- Uspostavljanje odnosa i društvo ucenika
- Porodični život-uslovi života učenika
- Samoidentifikacija

### Obaveze obrazovne ustanove
- Da formira tim za zastitu od nasilja koji se uključuje uvek kada je reč o drugom i trećem nivou nasilja. Broj i sastav članova tima zavise od specifičnosti ustanove (veličina organizacija rada, izdvojena odeljenja i drugo). U tim mogu da budu uključeni i predstavnici roditelja, učenickog parlamenta i lokalne zajednice, a u skladu sa potrebama i odgovarajući stručnjaci (socijalni radnik, policijski službenik, lekar i drugi);

- Da obezbedi redovno izveštavanje o zaštiti od nasilja. Tim podnosi izveštaj direktoru dva puta godišnje, a direktor izveštava organ upravljanja, savet roditelja i učenicki parlament;
- Da prati i evidentira situacije nasilja na način koji odredi i koristi tu evidenciju za efikasnije reagovanje, analizu i planiranje i sprovođenje aktivnosti u vezi sa zaštitom;
- Da bez izuzetaka reaguje/interveniše kada se nasilje priprema, događa ili se već dogodilo bilo da je reč o nasilju deteta/učenika, zaposlenog, roditelja ili da nasilje/zlostaljanje/zanemarivanje vrši na dete neko treći;
- Da informiše u roku od 24h od saznanja, nadležnu školsku upravu o situacijama nivoa nasilja;
- Da radi na razvijanju kompetencija nastavnika, stručnih saradnika i direktora za efikasan i kvalitetan rad u ovoj oblasti;

U okviru Godišnjeg plana rada, ustanova ima program zaštite od nasilja/zlostavljanja/zanemarivanja koji se izrađuje u skladu sa analizom stanja bezbednosti, specifičnostima ustanove, različitim oblicima i intenzitetom nasilja/zlostavljanja/zanemarivanja u ustanovi.

### Koje institucije treba da budu uključene kada se radi o nelegalnom usvojenju i trgovini ljudima uopšte
Škola za svoje aktivnosti u vezi sa zaštitom dece i mladih od trgovine ljudima može da koristi usluge stručnjaka upravo iz sledećih institucija:
1. Centar za socijalni rad - ključni nosilac zaštite dece i koordinator zaštite u zajednici. Ima mandat i obavezu da donosi oduke o najboljem interesu deteta i da ih realizuje.
2. Centar za zaštitu žrtava trgovine ljudima - republička ustanova zadužena za identifikaciju žrtava trgovine ljudima i koordinaciju podrške. Kada su deca u pitanju, koordinaciju realizuje zajedno sa nadležnim centrom za socijalni rad.
3. Crveni krst i posebno obučeni volonteri za rad na vršnjackoj edukaciji.
4. Policija - otkriva počinioce krivičnog dela, postupa po nalogu tužioca i osigurava bezbednost.
5. Tuzilastvo i sud - sprovodi krivično gonjenje i kažnjavanje počinilaca, izriče zaštitne mere za žrtvu, odlučuje o naknadi štete.
6. Zdravstvene ustanove - brinu o zdravlju.
7. Druge ustanove socijalne zaštite - da pružaju smeštaj i podršku,
8. Nevladine organizacije - obezbeđuju podršku u saradnji sa centrom za zaštitu žrtava trgovine ljudima kroz proces koordinacije, realizuju preliminarnu identifikaciju, bore se za zaštitu ljudskih prva zrtava,
9. Medjunarodne organizacije - zavisno od svog delokruga: kontrola rada države na zaštiti ljudskih prava i gonjenju počinioca, podrška, edukacija...
10. Drugi profesionalci i saradnici (psihoterapeuti, advokati, pomagači, volonteri i drugi): pružaju specifične i/ili opšte vidove podrške u okviru koordinacije podrške žrtvi.

### Viktimizacija deteta
Povređivanje deteta nekim vidom kriminalnog ponašanja. Može se javiti u nekoliko oblika: primarna viktimizacija, reviktimizacija i sekundarna viktimizacija.

#### Primarna viktimizacija
Predstavlja situaciju u kojoj je dete izloženo nekom vidu kriminalnog ponašanja (npr. trgovini ljudima). Povređivanje kriminalnim ponašanjem se može odvijati na različite načine - uvrede, klevete, pretnje, proganjanje, fizicki napad, seksualna uznemiravanja, silovanje, pokusaj silovanja, nasilje u porodici, dzeparenje, provalna kradja, razbojnistvo, iznuda novca, saobracajni prekrsaj, maltretiranje na poslu, skoli...

#### Reviktimizacija
Predstavlja ponovnu viktimizaciju, tj. situaciju u kojoj je dete ponovo direktno izloženo nekom kriminalnom ponašanju (istom ili različitom).

#### Sekundarna viktimizacija
Podrazumeva sva negativna iskustva koja dete/žrtva doživljava od društva nakon preživljene viktimizacije. Nastaje kao rezultat nesenzitivnog tretmana policije kroz ponovljeno nesenzitivno ispitivanje, nedovoljnu zaštitu, nedovoljan protok informacija između svih aktera, izostanak blagovremene i adekvatne reakcije države (sistemi podrške ne čine ništa, čine pogrešno ili kasno) i neadekvatan odnos pomagača: ignorisanje, ispitivanje, neverovanje, otkrivanje pred drugima, itd

## Trgovina ljudima
Trgovina ljudima, posebno decom i ženama, predstavlja problem svetskih razmera i jednako pogađa kako slabo razvijene, tako i industrijski razvijene zemlje.
Trgovina ljudima je višeslojan, kompleksan i dinamičan društveni fenomen koji zahteva sveobuhvatni pristup problemu te je Republika Srbija izradila Strategiju borbe protiv trgovine ljudima. Ova strategija izrađena je prema Smernicama za nacionalne planove akcije Pakta stabilnosti, u skladu sa Programom za izradu i realizaciju sveobuhvatnog nacionalnog odgovora na problem trgovine ljudima i na iskustvima najbolje prakse u regionu. Program je pripremljen od strane Međunarodnog centra za razvoj migracionice politike (ICMPD). Strategija predstavlja nacionalnu politiku borbe protiv trgovine ljudima u Republici Srbiji i prvenstveno se bazira na zaštiti ljudskih prava žrtava. 
Trgovina ljudima je ozbiljan društveni problem, zločin protiv čovečnosti i teška povreda ljudskih prava. Milioni dece, žena i muškaraca suočavaju se sa trgovinom ljudima na različite načine, a posebno je vazno sirenje svesti da svako može postati žrtva. Trgovina ljudima se svrstava među 3 najprofitabilnije kriminalne aktivnosti (uz trgovinu drogom i oružjem). 
Što se tiče kršenja ljudskih prava, ovo delo se izdvaja po težini posledica koje ostavlja na pojedinca i društvo, u celini. Često se kaže da je trgovina ljudima visoko profitabilna i nisko rizična aktivnost - dobit koja se njome ostvaruje je ogromna, a šanse, da trgovac bude priveden pravdi i sankcionisan, su male.
Danas postoje brojni oblici trgovine ljudima, a stalno se iznalaze noviji, sve nehumaniji, brutalniji i svirepiji oblici cije su posledice teze za pojedinca/zrtvu i za sami zajednicu. U opstem smislu, trgovina ljudima je zloupotreba ljudskih bića i povreda njihovih osnovnih, ljudskih prava radi sticanja materijalne koristi.
Najčešći oblici trgovine ljudima su: seksualno iskorišćavanje, radna eksploatacija, prinudni brak, lažno usvajanje, prinudno prosjačenje, korišćenje u oružanim sukobima, prinuda na vršenje krivičnih dela, trgovina organima.
Prema Statutu Međunarodnog krivičnog suda, (usvojen u Rimu 17. jula 1998.godine, a stupio na snagu 1. jula 2002. godine, a Republika Srbija je obavezana Statutom od 6. septembra 2001. godine) trgovina ljudima nije obično krivično delo transnacionalnih razmera vec se može svrstati među "najteže zločine koji se tiču čitave međunarodne zajednice" (tzv.delicta iuris gentium) tj. rec je o kategoriji zločina protiv čovečnosti

### Da li dete vidi sebe kao žrtvu
Dete može, ali i ne mora da prepozna da je postalo žrtva trgovine ljudima. Deca često postaju žrtve kriminalnog ponašanja odraslih koje prepoznaju i sa kojima ih povezuje određeni odnos poverenja i bliskosti, usled čega ne mogu da prepoznaju svrhu njihovog ponašanja. Počinilac može zauzeti takav stav u odnosu na dete da dete poveruje da sve što se dešava i treba da se desi, da ono mora da vrati dug na taj način ili da ga se dete toliko plaši da ne želi da razmišlja o situaciji u kojoj se nalazi.
I kada su svesna da su žrtve trgovine ljudima, deca neće uvek to reći, zbog straha, osećanja stida, bojazni da ce biti odbačena i napuštena, da ih neće razumeti. Stoga je veoma važno da zaposleni u školi na vreme prepoznaju prve signale koji upućuju na mogući rizik i reaguju u skladu sa definisanim postupcima i procedurama. 

### Da li iskustvo trgovine ljudima predstavlja traumu za dete?
Trgovina ljudima je događaj van uobičajenog iskustva deteta i kao takav intenzivno deluje na dete. Uz to, stepen razvoja deteta i njegovo životno iskustvo utiču na intenzitet traume, jer mogu detetu pomoći ili odmoći da razume, integriše i prevaziđe doživljenu traumu. 

### Koje promene kod deteta može izazvati trgovina ljudima?
Dete se trajno menja pod uticajem traumatskih iskustava. Trauma ne ostavlja iste promene kod sve dece, ali je izvesno da utiče na različite aspekte njihovog razvoja - psihičkog, fizičkog i moralnog. Najčešće promene se javljaju u pogledu afekivne vezanosti i odnosa, fizičkog zdravlja, emocija i emocionalnog reagovanja, ponašanja, kognicije, slike o sebi i perspektive budućnosti, i ekonomskog stanja.

### Deca različitog uzrasta imaju različite reakcije na iskustvo trgovine ljudima
Deca su ljudska bića u razvoju. Shodno uzrastu, psihofizička zrelost deteta se menja, a sa njom i kapacitet da se u konkretnoj situaciji reaguje na prikladan način. Emocije deteta se postepeno razvijaju, fizička zrelost i snaga takođe, kao i sposobnost mišljenja i logičkog razumevanja konkretnih i apstraktnih pojmova. Kako dete odrasta njegovo iskustvo biva sve bogatije i specifičnosti životnog iskustva čine da deca različitog uzrasta različito reaguju na životne događaje, pa i na trgovinu ljudima. 

### Osnovne karakteristike reagovanja deteta na traumu
Reakcije deteta predškolskog uzrasta: povučenost, mucanje, regresija, separaciona anksioznost, izlivi besa, poremećaj spavanja, traumatska igra (igra se onoga sto je doživelo), ljutnja, poremećaj afektivne vezanosti/privrženosti.
Reakcije deteta školskog uzrasta: teškoće koncentracije, samooptuživanje, osećaj krivice, fantazije osvete, povišena razdražljivost, somatizacija, povlačenje, povećana agresija.
Reakcije deteta u adolescenciji: reakcije slične kao kod odraslih, "acting out", izmenjena percepcija buducnosti, nisko samopoštovanje, niža kompetentnost, nemogućnost uživanja, pesimizam.

### Šta detetu pomaže da se izbori sa traumom
Osnovni izvori podrške detetu da se izbori sa traumom su samo dete, stručnjaci, odrasli i vršnjaci koje dete smatra sebi značajnim. Unutrašnje snage deteta  koje mu pomazu u prevazilazenju traume nazivaju se rezilijence.
Prema teoriji rezilijentnosti, rezilijenca se opisuje na vise nacina: ona je unutrašnja snaga, potencijal; otposnost na izazove; pozitivna adaptacija na promenjene uslove; sposobnost a se održi mentalno zdravlje uprkos nevoljama, prilagodljivost promenama, sposobnost za napredak uprkos životnim izazovima.
Za rezilijente ljude se kolokvijalno kaze da su "žilavi" ljudi koje ništa ne može uništiti.
Svako dete ima unutrašnje snage, rezilijence, koje mu pomažu da prevaziđe životne teškoće/nedaće u kojima se našlo.
Osnov rezilijentnosti leži u sposobnosti da se konkretna situacija razume, u emocionalnim stavovima i sposobnosti da se u vezi sa razumevanjem situacije preduzmu svrsishodne aktivnosti kako bi se ta situacija prevazišla i izvela pozitivna promena koja unapređuje kvalitet života deteta/odrasle osobe. Razvijenost rezilijencije deteta zavisi od njegovog uzrasta, ali i životnog iskustva. Trgovina ljudima može lako dovesti do ugrožavanja rezilijentnosti deteta. Ona narušava sigurnu vezanost za odrasle, umanjuje veštine komunikacije, dete ne uspeva da se prilagodi ekstremnim promenama, suočava se sa problemima koji nadilaze njegove kapacitete i ne može da ih reši; opada njegovo samopouzdanje, umanjuje se pozitivan doživljaj sebe, dete otežano traži ili uopšte ne može da zatraži podršku drugih. Dugotrajna izloženost trgovini ljudima može dovesti do potpunog gubitka rezilijenci.
Međutim kada se dete oslobodi eksploatacije uz odgovarajući oporavak, njegove rezilijence se ponovo razvijaju i mogu biti snažnije nego ranije. Svako životno iskustvo koje dete doživi jača njegovu otpornost i rezilijentnost.

### Da li deca žrtve trgovine ljudima imaju iste potrebe kao i druga deca?
Sva deca imaju iste potrebe. Podrška deci žrtvama trgovine ljudima bazira se na prepoznavanju njihovih potreba. 
Potrebe dece žrtava trgovine ljudima su iste kao i potrebe druge dece njihovog uzrasta, samo je način njihovog zadovoljavanja različit. Postoje različite teorije potreba. Jedna od najprimenjivijih u radu sa decom žrtvama trgovine ljudima je klasifikacija koju je dao Abraham Maslov. Osnovne potrebe po Maslovu su: fiziološke potrebe, sigurnost, ljubav i pripadanje, postignuće i uvažavanje, samoostvarivanje.

## Ustav Republike Srbije
Propisuje poštovanje ljudskih prava, čl. 20 do cl. 26, od kojih se kao najznačajniji za oblast trgovine ljudima javlja čl. 23 o dostojanstvu i slobodnom razvoju ličnosti kojim se garantuje neprikosnovenost ljudskog dostojanstva i pravo na slobodan razvoj ličnosti. Prema čl. 25 o neprikosnovenosti fizičkog i psihičkog integriteta, niko ne sme biti izlozen mučenju, nečovečnom ili ponižavajućem postupanju ili kažnjavanju, niti podvrgnut medicinskim ili naučnim ogledima bez svog slobodnog pristanka. Cl. 26 propisuje zabranu ropstva, položaja sličnog ropstvu i prinudnog rada i jemči da je svaki oblik trgovine ljudima zabranjen, kao i prinudni rad, seksualno ili ekonomsko iskorišćavanje lica koje je u nepovoljnom položaju te se ima smatrati prinudnim radom.

## Krivični zakonik Republike Srbije
Krivični zakonik RS propisuje krivično delo trgovine ljudima i to članom 388 koji uopšte definiše trgovinu ljudima kao krivično delo te ima i niz drugih srodnih krivičnih dela - krivična dela protiv sloboda i prava čoveka i građanina:
- Protivpravno lišenje slobode (čl. 132)
- Otmica (čl. 134)
- Prinuda (čl. 135)
- Zlostavljanje i mučenje (čl. 137)
- Ugrožavanje sigurnosti (čl. 138)

Zatim krivična dela protiv prava na osnovu rada:
- Povreda prava po osnovu rada i prava iz socijalnog osiguranja (čl. 163)

Krivična dela protiv polne slobode:
- Posredovanje u vršenju prostitucije (čl. 184)
- Prikazivanje, pribavljanje i posedovanje pornografskog materijala i iskorišćavanje maloletnog lica za pornografiju (cl. 185)

Krivična dela protiv braka i porodice:
- Zapuštanje i zlostavljanje maloletnog lica (čl. 193)

Krivična dela protiv javnog reda i mira:
- Nedozvoljen prelaz državne granice i krijumčarenje ljudi (čl. 350)

Krivična dela protiv čovečnosti i drugih dobara zaštićenih međunarodnim pravom:
- Trgovina maloletnim licima radi usvojenja (čl. 389)
- Zasnivanje ropskog odnosa i prevoz lica u ropskom odnosu (čl. 390)

U članu 389 Krivičnog Zakonika Srbije posebno je sankcionisana "trgovina maloletnim licem radi usvojenja", u skladu sa povećanom učestalošću ovog krivičnog dela i ozbiljnom društvenom opasnošću koju nosi njegovo izvršenje. Ovo krivično delo ukazuje i na razumevanje specifične ranjivosti maloletnih lica koja su manje otporna na podmukle i prikrivene radnje kojima se delo čini. I kod ovog dela kazne su predviđene u rasponu, da bi se obezbedilo da se kazne izriču vodeći računa o svim okolnostima i stepenu krivice učesnika u izvršenju dela.
1. Ko oduzme lice koje nije navršilo šesnaest godina radi njegovog usvojenja protivno važećim propisima ili ko usvoji takvo lice ili posreduje u takvom usvojenju ili ko u tom cilju kupi, proda ili preda drugo lice koje nije navršilo šesnaest godina ili ga prevozi, obezbeđuje mu smeštaj ili ga prikriva, kazniće se zatvorom od jedne do pet godina.
2. Ko se bavi vršenjem delatnosti iz stava 1. ovog člana ili je delo izvršeno od strane grupe, kazniće se zatvorom najmanje 3 godine.
3. Ako je delo iz stava 1. ovog člana izvršeno od strane organizovane kriminalne grupe, učinilac ce se kazniti zatvorom najmanje pet godina.

## Bivše krivično zakonodavsto Republike Srbije - od 1. januara 2006. godine pre izmena i dopuna od 2009. godine
Sadrzalo je krivično delo Trgovina decom radi usvojenja (cl. 389)
1. Ko oduzme lice koje nije navršilo četrnaest godina radi njegovog usvojenja protivno važećim propisima ili ko usvoji takvo lice ili posreduje u takvom usvojenju ili ko u tom cilju kupi, proda ili posreduje u takvom usvojenju ili ko u tom cilju kupi, proda ili preda drugo lice koje nije navršilo četrnaest godina ili ga prevozi, obezbeđuje mu smeštaj ili ga prikriva, kazniće se zatvorom od jedne do pet godina.
2. Ko se bavi vršenjem delatnosti iz stava 1. ovog člana ili je delo izvršeno na organizovan način od strane više lica, kazniće se zatvorom najmanje tri godine.

### Smernice UNHCR o primeni člana 1A (2) Konvencije o statusu izbglica iz 1951. godine i/ili protokola iz 1967. godine na žrtve trgovine ljudima i na lica koja su izložena riziku da postanu žrtve takve trgovine
Mreže za krijumčarenje migranata i mreže za trgovinu ljudima često su blisko povezane, jer je u oba slučaja prisutno nastojanje da se iskoristi ranjivost ljudi koji traže međunarodnu zaštitu ili pristup tržištu rada u nekoj drugoj zemlji. Migranti koji se protivzakonito oslanjaju na usluge krijumčara mogu postati žrtve trgovine ljudima ukoliko se usluge koje su prvobitno tražili preobraze u zlostavljačke i izrabljivačke. U nekim situacijama, deca bez pratnje ili deca odvojena od roditelja su podložna riziku od trgovine ljudima. Takva deca mogu biti podvrgnuta trgovini ljudima u cilju nezakonitog usvajanja. Do toga može doći sa znanjem ili uz saglasnost roditelja deteta ili bez nje. Na meti trgovaca ljudi mogu biti i siročad. Kada se vrši procena potrebe dece koja su bila žrtve trgovine decom za međunarodnom zaštitom, od suštinske je važnosti da se vodi računa o tome da se primenjuje princip najboljih interesa deteta. Svi slučajevi koji uključuju decu izloženu trgovini ljudima zahtevaju pažljivo razmatranje moguće uključenosti članova porodice ili staratelja u dela kojima je pokrenuta ta trgovina.

### Protokol za prevenciju, suzbijanje i kažnjavanje trgovine ljudskim bićima, naročito ženama i decom, koji dopunjava konvenciju UN protiv transnacionalnog organizovanog kriminala
Protokol dopunjava Konvenciju UN protiv transnacionalnog organizovanog kriminala, tumači se zajedno sa konvencijom, a s obzirom na shvatanje da je zarad efikasne akcije na prevenciji i borbi protiv trgovine ljudskim bićima, naročito ženama i decom, zahteva se postojanje jednog sveobuhvatnog međunarodnog pristupa u zemljama porekla, tranzita i krajnjeg odredišta, te protokol posebnu pažnju poklanja ženama i deci. Primenjuje se na sprečavanje, istragu i gonjenje krivičnih dela utvrđenih u skladu sa članom 5. protokola, koji objašnjava korišćenje termina: trgovina ljudskim bićima, pristanak žrtve, vrbovanje, prevoženje, prebacivanje, skrivanje deteta, u slučajevima u kojima su ta krivična dela po svojoj prirodi međunarodna i uključuju neku grupu za organizovani kriminal, kao i na zaštitu žrtava tih krivičnih dela.

### Konvencija Saveta Evrope o borbi protiv trgovine ljudima od 16. maja 2005. godine
Ciljevi konvencije su da spreči i suzbije trgovinu ljudima uz garantovanje ravnopravnosti polova; da zaštiti ljudska prava žrtava trgovine ljudima da osmisli sveobuhvatni okvir za pružanje zaštite i pomoći žrtvama i svedocima, uz garantovanje ravnopravnosti polova, kao i obezbeđivanje efikasne istrage i krivičnog gonjenja; da unapredi međunarodnu saradnju u suzbijanju trgovine ljudima.
Ovom konvencije se u članu 24 propisuje kao otežavajuću okolnost ako krivično delo bude učinjeno, između ostalog, protiv deteta. 
U definiciji, trgovina ljudskim bićima se sastoji od kombinacije tri osnovne komponente: delo: "vrbovanja, prevoza, premeštanja, skrivanja ili prihvata osoba"; putem sredstava: "pretnje ili upotrebe sile ili drugih oblika prinude, otmice, prevare, obmane, zloupotrebe položaja moći ili ugroženosti žrtve, ili davanja ili primanja novca, ili druge koristi da bi se postigao pristanak osobe nad kojom se ima kontrola"; sa ciljem eksploatacije, što obuhvata "u najmanjoj meri, eksploataciju putem podvođenja osoba za prostituciju ili druge načine seksualnog iskorišćavanja, prinudni rad ili službu, ropstvo ili praksu nalik na ropstvo, služenje ili vađenje organa". Bitno je naznačiti da trgovina ljudskim bićima podrazumeva kombinaciju svih ovih elemenata, a ne njihovo pojedinačno posmatranje.

### Fakultativni protokol o prodaji dece, dečjoj prostituciji i dečjoj pornografiji, uz Konvenciju o pravima deteta
Protokol je usvojen Rezolucijom Generalne skupštine A/RES/54/263 od 25. maja 2000. godine. Stupio je na snagu 18. januara 2002. godine. Status ugovorne strane ima 158 država. Republika Srbija je ratifikovala ovaj Protokol 10. oktobra 2002. godine. (onaj br gore: Zakon o potvrđivanju Fakultativnog protokola o prodaji dece, dečijoj prostituciji i dečijoj pornografiji uz Konvenciju o pravima deteta, Sl. list SRJ - Međunarodni ugovori, br. 7/2002)
Konvencija o pravima deteta priznaje pravo deteta da bude zaštićeno od ekonomskog iskorišćavanja i od obavljanja bilo kog rada koji bi mogao da bude opasan ili bi ometao školovanje deteta ili bi bio štetan po zdravlje deteta ili fizički, mentalni, duhovni, moralni ili društeni razvoj deteta. Teško zabrinute ozbiljnom i rastućom međunarodnom trgovinom dece u svrhu prodaje dece, dečje prostitucije i dečje pornogafije
Države članice veruju da ce ukidanje prodaje dece, dečje prostitucije i dečje pornografije biti lakše ako se usvoji holistički pristup, uz naglašavanje faktora koji tome doprinose, uključujući nedovoljnu razvijenost, siromaštvo, privredne disaritete, nejednaku društvenoekonomsku strukturu, nefunkcionalne porodice, nedostatak obrazovanja, migracije iz sela u grad, diskriminaciju među polovima, neodgovorno seksualno ponašanje odraslih, štetne tradicionalne običaje, oružane sukobe i trgovinu dece, verujući da su potrebni izuzetni napori za jačanje svesti javnosti kako bi se smanjila potražnja za prodajom dece, i verujući u značaj globalnog partnerstva među svim članicama kao i boljeg sprovođenja zakona na nacionalnom nivou.
U smislu Protokola, prodaja dece podrazumeva bilo koju radnju ili tansakciju kojom bilo koje lice ili grupa lica prebacuje neko dete nekom drugom za novčanu ili bilo koju drugu naknadu; u tom kontekstu Protokol navodi sledece: (clan 2, stav a)
- nuđenje, isporuka ili prihvatanje, bilo kojim sredstvima, nekog deteta u svrhu: seksualnog iskorišćavanja, prebacivanja organa deteta radi ostvarivanja profita, korišćenja deteta za prinudni rad;
- neodgovarajuće navođenje, od strane posrednika, na pristanak da se usvoji neko dete kršenjem važećih međunarodnih instrumena o usvajanju.
Uvodi se obaveza država potpisnica da u svoje krivično zakonodavstvo u punoj meri uvrste radnje i delatnosti propisane Protokolom, bilo da su dela izvršena u zemlji ili transnacionalno, odnosno na individualnoj ili organizovanoj osnovi. Naš Krivični Zakonik je implementirao tu obavezu. Zavisno od odredaba nacionalnog zakona države ugovornice, isto ce važiti i za pokušaj da se izvrši bilo koje od navedenih dela, kao i za saučestvovnje ili učešće u bilo kom od propisanih dela. Države ugovornice preduzeće sve odgovarajuće pravne i upravne mere kako bi obezbedile da sva lica uključena u usvajanje deteta postupe u skladu sa važećim međunarodnim pravnim dokumentima.

### Izveštaj sa objašnjenjima o konvenciji Saveta Evrope o borbi protiv trgovine ljudima
Definicija trgovine ljudskim bićima se, prema konvenciji Saveta Evrope o borbi protiv trgovine ljudima, ne odnosi na ilegalno usvajanje kao takvo. Ipak, kada ilegalno usvajanje dovede do prakse nalik na ropstvo kao što je definisano članom 1(d) Dodatne konvencije o ukidanju ropstva, trgovine robljem, institucijama i praksama nalik na ropstvo, to takođe spada u predmet Konvencije.

### Strategija Evropske Unije za suzbijanje trgovine ljudima 2012-2016
Propisana 3. mera ovom strategijom se odnosi na zaštitu dece žrtava trgovine ljudima, ističući da su deca posebno podložna viktimizaciji i ponovnoj trgovini, tj da su izloženi riziku od ponovne trgovine u odraslom dobu.

### Instrumenti Evropske Unije za suzbijanje trgovine ljudima
- Povelja o osnovnim pravima u Evropskoj Uniji, Nica, 17. decembar 2000.
- Direktiva 2011/36/EU Evropskog Parlamenta i Saveta, 5 april 2011. godine o prevenciji i borbi protiv trgovine ljudima, i zaštiti žrtava kojom se ukida važenje Okvirne odluke 2002/629/JHA
- Direktiva Saveta 2003/ / EZ o boravišnim dozvolama koje se izdaju državljanima trećih zemalja koji su žrtve trgovine ljudima ili su učestvovali u ilegalnoj migraciji, a sarađuju sa nadležnim organima Brisel, 17. decembar 2003. godine 14994/03
- Mišljenje broj 6/2010 grupe eksperata za trgovinu ljudskim bićima Evropske Komisije u vezi sa presudom Evropskog Suda za ljudska prava u slučaju Rantsev protiv Kipra i Rusije
- Strategija Evropske Unije za suzbijanje trgovine ljudima 2012-2016, Brisel, 19. jun 2012. godine, COM(2012) 286

## PREVENCIJA
- Povećati nivo svesti o problemu trgovine ljudima kao oblika modernog ropstva putem
- Povećati nivo svesti najšire javnosti;
- Povećati nivo svesti rizičnih grupa, a na osnovu rezultata istraživanja i njihove redovne evaluacije;
- Povećati nivo svesti klijenata i potencijalnih eksploatora žrtava trgovine ljudima;
- Povećati nivo svesti državnih i nevladinih predstavnika koji rade sa grupama pod rizikom;
- Smanjiti faktore rizika i podloznosti problemu putem;
- Poboljšati znanja grupa pod rizikom o merama opreza koje mogu preduzeti u cilju smanjenja rizika od trgovine ljudima;
- Poboljšati socijalnih i ekonomskih uslova grupa pod rizikom, posebno sprovođenjem Strategije za smanjenje siromaštva;
- Razviti ekonomskih i socijalnih programa za osnaženje žena i dece pod rizikom.